# 캐나다 총리
캐나다 총리(영어: Prime Minister of Canada, 프랑스어: Premier ministre du Canada)는 캐나다의 정부 수장으로서, 기본적으로 캐나다 하원의 제1석을 점하는 정당의 대표이다. 
캐나다 총리의 인사권을 영국의 국왕에게 "조언"할 권한을 갖고 있으며, 매년 총선으로 국민들의 투표로 총리를 임명한다. 
캐나다의 현재 총리는 캐나다 자유당의 당수 마크 카니이다. 캐나다 총리는 사실상 캐나다의 외교적, 정치적, 군사적 실권을 지닌 최고 지도자이다.

## 임명
법적으로 캐나다의 총리는 투표 가능한 연령인 18세 이상으로 캐나다의 시민권이 있으면 가능하다. 총리는 하원에 의석을 갖고 있어야 한다는 것이 일반적이다. 만약 총리가 재선에 실패하는 경우, 같은 당의 다른 당선자가 의석을 포기하고 총리를 출마시켜 다시 선거를 치를 수 있으나, 실제로 다음 선거까지 기간이 짧은 경우는 그냥 기다리는 경우도 있다. 
예를 들어 존 터너는 1984년에 총리가 되었을 당시 의석이 없는 총리였고, 다음 총선에서 의석을 획득했다(실제로는 그가 총리로 취임한 후 몇 개월 후 치러진 총선에서 그의 소속당이 다수석을 확보하지 못하여 그는 의석을 획득한 후 곧바로 총리직에서 물러났다). 총리의 공식 관저는 온타리오주 오타와의 서섹스 가 24번지로, 1951년 루이 생로랑 이후 모든 총리들이 이 곳에 살았다.
초기에는 국왕이 캐나다의 새 총리들에게 기사 작위를 하사하는 것이 전통이었으나, 1919년 니클 결의안 이후로는 국왕이 캐나다인에게 작위를 주는 것이 폐지되었다.

## 임기
- 캐나다의 총리는 정해진 임기가 없으며, 자신의 정당이 하원에서 다수석을 확보하지 못할 경우 퇴직하게 된다. 하원 의원을 뽑는 총선거은 5년마다 열리나, 캐나다의 총리의 판단에 따라 캐나다의 총독은 허가를 얻어 일찍 선거를 치를 수도 있다.
- 고정된 임기 제한이 없지만 3년 중임제으로 3번 중임을 하여 최대 9년을 할 수 있다.

## 캐나다의 총리 목록
| 소속 정당 | 캐나다 자유당 자유보수당 → 캐나다 보수당 (구) → 캐나다 진보보수당 캐나다 개혁당 → 캐나다 동맹 → 캐나다 보수당 (신) |

| 대수 | 대수 | 인물로 친 대수 | 이름                                   | 이름                   | 재임 기간               | 소속 정당    | 선출 주                         |
| ---- | ---- | -------------- | -------------------------------------- | ---------------------- | ----------------------- | ------------ | ------------------------------- |
|      | 1    | 1              | 존 맥도널드 (첫 번째 임기)             |                        | 1867.7.11 ~ 1873.11.5   | 자유보수당   | 온타리오 주                     |
|      | 2    | 2              | 알렉산더 매켄지                        |                        | 1873.11.5 ~ 1878.10.9   | 자유         | 온타리오 주                     |
|      | 3    | (1)            | 존 맥도널드 (두 번째 임기)             |                        | 1878.10.9 ~ 1891.6.6    | 보수         | 브리티시컬럼비아주 → 온타리오주 |
|      | 4    | 3              | 존 애벗                                |                        | 1891.6.15 ~ 1892.11.24  | 보수         | 퀘벡주 (상원 의원)              |
|      | 5    | 4              | 존 스패로 데이비드 톰프슨              |                        | 1892.11.15 ~ 1894.12.12 | 보수         | 노바스코샤주                    |
|      | 6    | 5              | 매켄지 보얼                            |                        | 1894.12.21 ~ 1896.4.27  | 보수         | 온타리오 주 (상원 의원)         |
|      | 7    | 6              | 찰스 터퍼                              |                        | 1896.5.1 ~ 1896.7.8     | 보수         | 노바스코샤 주                   |
|      | 8    | 7              | 윌프리드 로리에                        |                        | 1896.7.11 ~ 1911.10.6   | 자유         | 퀘벡 주                         |
|      | 9    | 8              | 로버트 보든 (첫 번째 임기)             |                        | 1911.10.10 ~ 1917.10.12 | 보수         | 노바스코샤 주                   |
|      | 10   | 8              | (두 번째 임기)                         | 1917.10.12 ~ 1920.7.10 |                         | 보수         | 노바스코샤 주                   |
|      | 11   | 9              | 아서 미언 (첫 번째 임기)               |                        | 1920.7.10 ~ 1921.12.29  | 국민자유보수 | 매니토바주                      |
|      | 12   | 10             | 윌리엄 라이언 매켄지 킹 (첫 번째 임기) |                        | 1921.12.29 ~ 1926.6.29  | 자유         | 온타리오 주                     |
|      | 13   | (9)            | 아서 미언 (두 번째 임기)               |                        | 1926.6.29 ~ 1926.9.25   | 보수         | 매니토바 주                     |
|      | 14   | (10)           | 윌리엄 라이언 매켄지 킹 (두 번째 임기) |                        | 1926.9.25 ~ 1930.8.6    | 자유         | 서스캐처원주                    |
|      | 15   | 11             | 리처드 베닛                            |                        | 1930.8.7 ~ 1935.10.23   | 보수         | 앨버타주                        |
|      | 16   | (10)           | 윌리엄 라이언 매켄지 킹 (세 번째 임기) |                        | 1935.10.23 ~ 1948.11.15 | 자유         | 서스캐처원 주 → 온타리오 주     |
|      | 17   | 12             | 루이 생로랑                            |                        | 1948.11.15 ~ 1957.6.21  | 자유         | 퀘벡 주                         |
|      | 18   | 13             | 존 디펜베이커                          |                        | 1957.6.21 ~ 1963.4.22   | 진보보수     | 서스캐처원 주                   |
|      | 19   | 14             | 레스터 피어슨                          |                        | 1963.4.22 ~ 1968.4.20   | 자유         | 온타리오 주                     |
|      | 20   | 15             | 피에르 트뤼도 (첫 번째 임기)           |                        | 1968.4.20 ~ 1979.6.3    | 자유         | 퀘벡 주                         |
|      | 21   | 16             | 조 클라크                              |                        | 1979.6.3 ~ 1980.3.3     | 진보보수     | 앨버타 주                       |
|      | 22   | (15)           | 피에르 트뤼도 (두 번째 임기)           |                        | 1980.3.3 ~ 1984.6.30    | 자유         | 퀘벡 주                         |
|      | 23   | 17             | 존 터너                                |                        | 1984.6.30 ~ 1984.9.17   | 자유         | 비의원                          |
|      | 24   | 18             | 브라이언 멀로니                        |                        | 1984.9.17 ~ 1993.6.25   | 진보보수     | 퀘벡 주                         |
|      | 25   | 19             | 킴 캠벨                                |                        | 1993.6.25 ~ 1993.11.4   | 진보보수     | 브리티시컬럼비아 주             |
|      | 26   | 20             | 장 크레티앵                            |                        | 1993.11.4 ~ 2003.12.12  | 자유         | 퀘벡 주                         |
|      | 27   | 21             | 폴 마틴                                |                        | 2003.12.12 ~ 2006.2.6   | 자유         | 퀘벡 주                         |
|      | 28   | 22             | 스티븐 하퍼                            |                        | 2006.2.6 ~ 2015.11.4    | 보수         | 앨버타 주                       |
|      | 29   | 23             | 쥐스탱 트뤼도                          |                        | 2015.11.4 ~ 2025.3.14   | 자유         | 퀘벡 주                         |
|      | 30   | 24             | 마크 카니                              |                        | 2025.3.14 ~             | 자유         | 앨버타주                        |